# PDP-4

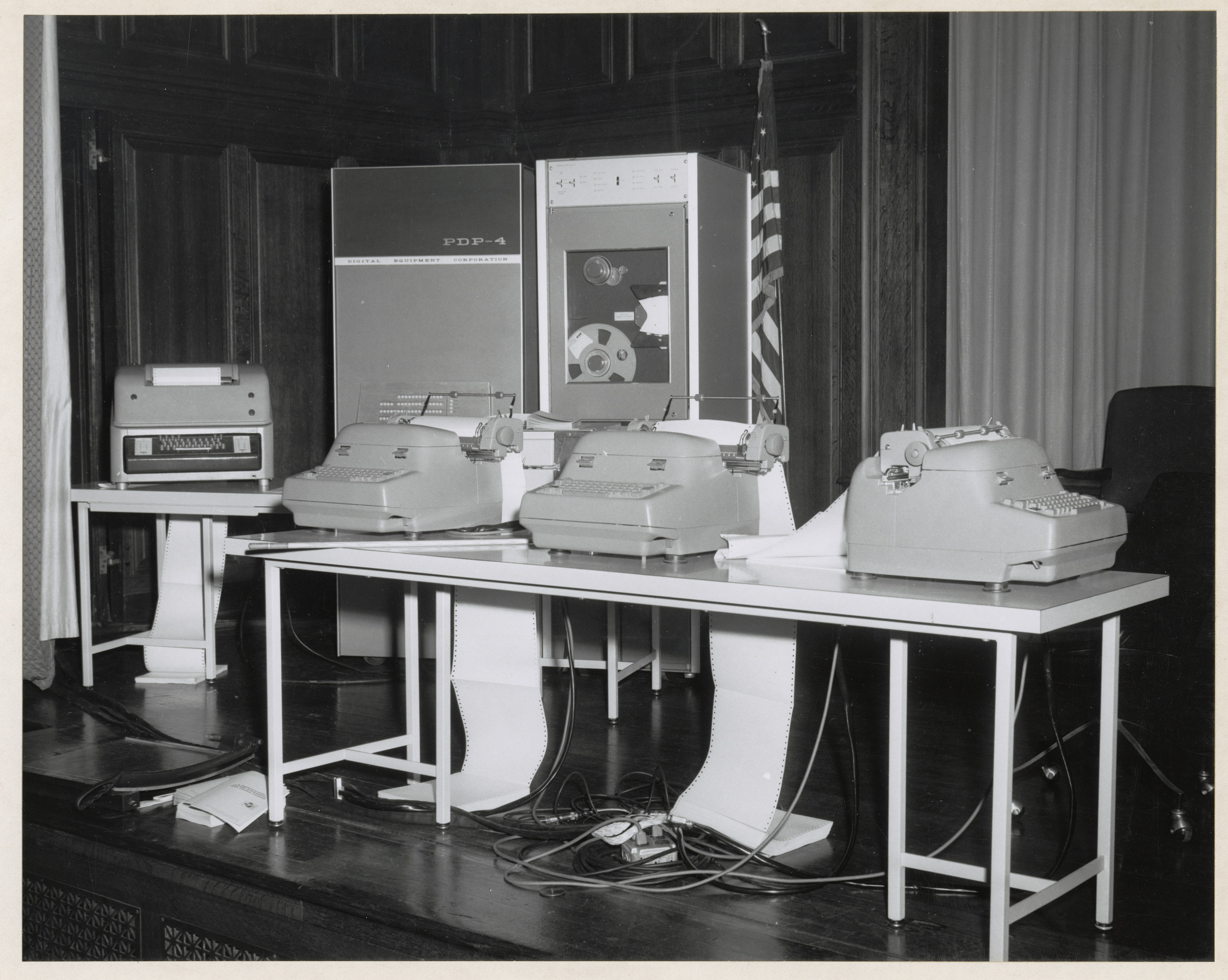
alt = Компьютер PDP-4

PDP-4 — компьютер, который являлся преемником DEC PDP-1.

## История
Эта 18-битная машина, впервые поставленная в 1962 году, являлась своеобразным компромиссом: «с более медленной памятью и другой упаковкой», чем у PDP-1, но по цене 65 000 $ — что почти вдвое меньше, чем цена предшественника. Все последующие 18-битные машины DEC (PDP-7, PDP-9 и PDP-15) основаны на аналогичном, но расширенном наборе инструкций — более мощном, но основанном на тех же концепциях, что и 12-битная серия PDP-5 / PDP-8. Всего было продано 54 машины.

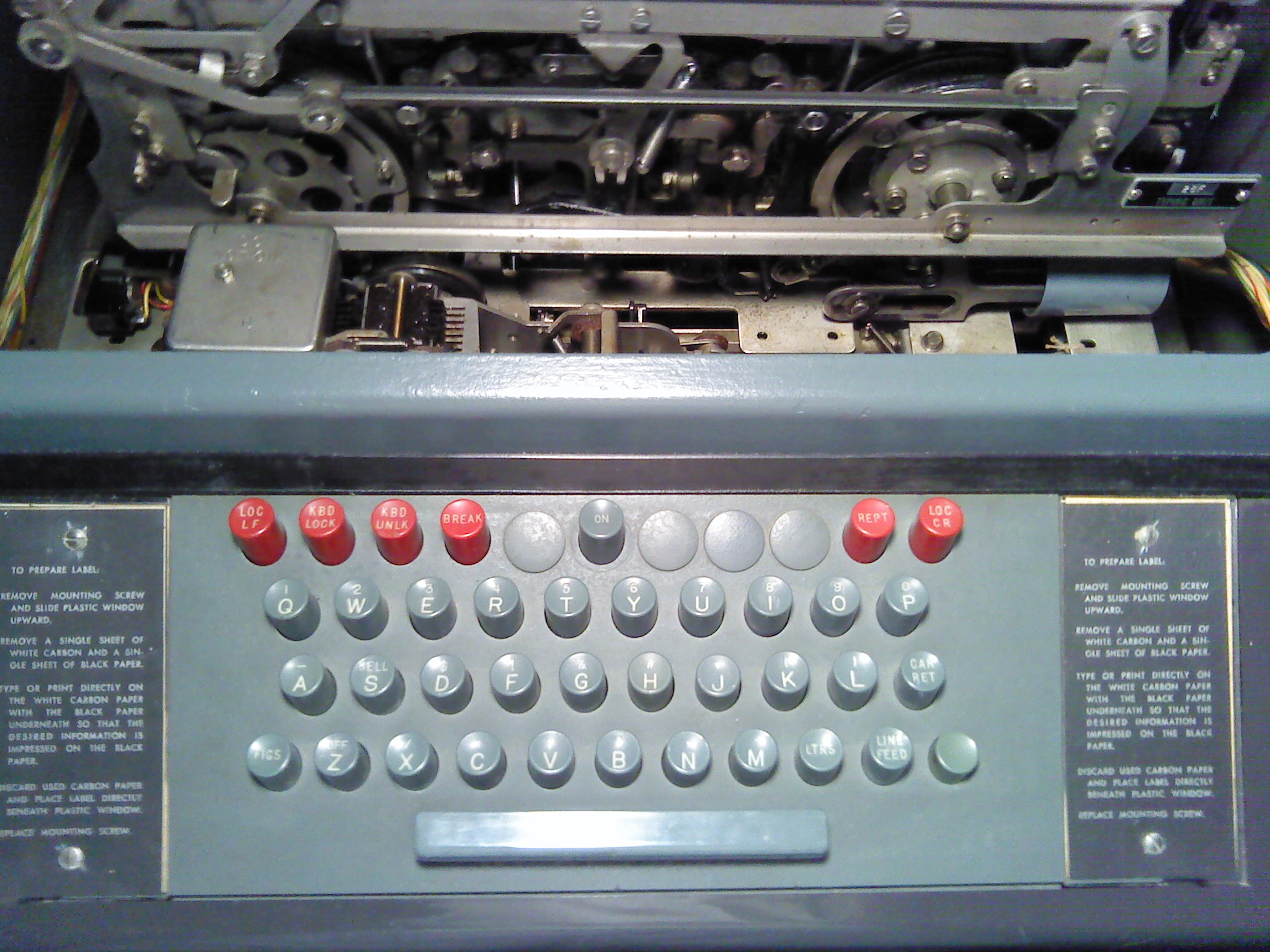
Консольная пишущая машинка PDP-4 представляла собой со встроенным считывателем бумажной ленты и перфоратором для таковой

## Оборудование
Цикл памяти системы составлял 8 микросекунд, по сравнению с 5 микросекундами для PDP-1.
PDP-4 весил около половины тонны (490 килограмм или 1090 фунтов).

## Хранение данных
И PDP-1 и PDP-4 работали с перфолентами. Возможно также было использование для IBM-совместимых устройств для считывания магнитной ленты с 200 байт на дюйм (bpi, англ. Bytes Per Inch) или 556 bpi. Иногда ещё использовался накопитель на магнитной ленте DECtape (также называемый «MicroTape»).

## Программное обеспечение
DEC предоставил редактор ассемблера и компилятор Fortran II. Ассемблер PDP-4 отличался от ассемблера PDP-1 двумя особенностями:
- В отличие от PDP-1, макросы не поддерживаются;
- Это был однопроходный[8] ассемблер, то есть ввод бумажной ленты не нужно было читать дважды.

## Фотографии
- PDP-4